# El Guacamayo
El Guacamayo là một khu tự quản thuộc tỉnh Santander, Colombia. Thủ phủ của khu tự quản El Guacamayo đóng tại El Guacamayo Khu tự quản El Guacamayo có diện tích 122 ki lô mét vuông. Đến thời điểm ngày 28 tháng 5 năm 2005, khu tự quản El Guacamayo có dân số 2295 người.